# Vadim Baldin
Vadim Baldin (1. března 1901 Oděsa – po 1945?) byl ruský tanečník, překladatel a fotbalista, který hrál jako útočník.

## Život
Narodil se v roce 1901 v Oděse. Za občanské války v roce 1920 vstoupil do bělogvardějské Dobrovolnické armády, s níž ustoupil do Konstantinopole. Zde také odmaturoval na gymnáziu. V roce 1921 z Turecka emigroval do Československa, do Moravské Třebové. Nedlouho nato se ocitl v Brně, kde hrál za klub DSV Brünn; populární fotbal se mu stal šancí k přivýdělku. V letech 1924–1927 studoval v Praze na Ruské právnické fakultě a současně na Pražské konzervatoři. V letech 1926–1943 byl členem baletního souboru Národního divadla. V roce 1945 byl zatčen sovětskou vojenskou kontrarozvědkou SMERŠ.

## Sportovní kariéra
Vystřídal různé fotbalové kluby, mimo jiné i SK Rus Praha (soubor ruských emigrantů působící v rámci Viktorie Žižkov), židovský DFC Prag, či rusínský SK Rus Užhorod. Často vstřelil za zápas dva či více gólů, čímž si brzy získal pozornost funkcionářů, a na podzim 1925 nastoupil do Sparty. V sezoně 1927 nastoupil za Spartu Praha do jednoho zápasu v nejvyšší soutěži a vstřelil v něm gól. V této sezoně se Spartou získal titul.

## Ligová bilance
| Ročník                                       | Zápasy | Góly | Klub            |
| -------------------------------------------- | ------ | ---- | --------------- |
| Kvalifikační soutěž Středočeské 1. ligy 1927 | 1      | 1    | AC Sparta Praha |
| CELKEM                                       | 1      | 1    |                 |